# Plantago orzuiensis
Plantago orzuiensis  ist eine Pflanzenart aus der Gattung der Wegeriche (Plantago). Sie wurde 2010 beschrieben und ist nur von einem Fundort im südöstlichen Iran bekannt.

## Beschreibung
Plantago orzuiensis ist eine einjährige Pflanze, die eine Wuchshöhe bis ungefähr 27 Zentimeter erreicht. Sie bildet einen deutlichen Stängel mit wechselständiger Beblätterung aus. Der sterile Anteil des Stängels ist unverzweigt und flaumig behaart. Die Internodien sind 1,8 bis 2,5 Zentimeter lang. Der fertile Anteil des Stängels ist ungefähr 10 Zentimeter lang. Die Laubblätter sind 8 bis 10 × 0,5 bis 1 Zentimeter groß, lanzettlich, stängelumfassend, flaumig behaart, ganzrandig und siebennervig. Die Blattstiele sind 5,5 bis 7 Zentimeter lang. 
Die 12 bis 17 Zentimeter lang gestielten Ähren sind 3,5 bis 7 Zentimeter lang und zylindrisch. Die Tragblätter der Blüten überragen die Kelchblätter und sind bootförmig, 5 bis 6 × 2,8 bis 3 Millimeter groß und spitz. Ihr Rand ist häutig und bewimpert sowie an der Mittelrippe gekielt und fein behaart. Die Kelchblätter sind eiförmig, 3,5 bis 4 Millimeter lang, unsymmetrisch, an der Mittelrippe fein behaart, an der Spitze bewimpert und mit häutigem Rand. Die vorderen Kelchblätter haben eine schmalere Mittelrippe, sind 0,5 bis 0,75 Millimeter lang und nur an der Spitze bewimpert. Die hinteren Kelchblätter weisen eine breitere Mittelrippe auf, sind 1 bis 1,5 Millimeter lang und sowohl an der Spitze als auch an einer Seite bewimpert. Die Kronröhre ist kahl und 2 bis 2,5 Millimeter lang. Die Kronzipfel sind eiförmig, zugespitzt, rauhaarig und 2 bis 2,5 × 1 bis 1,2 Millimeter groß. Die Staubbeutel sind an der Spitze geflügelt. Der Flügel ist 1,1 bis 1,25 Millimeter lang, rotbraun und zugespitzt. Die zwei Samen sind 2,5 bis 2,7 Millimeter lang, braun und ihre Oberfläche ist schleimig.
Die Chromosomenzahl beträgt 2n = 30.

## Vorkommen
Plantago orzuiensis ist bislang nur von einem Fundort in Orzuia im Süden der südostiranischen Provinz Kerman bekannt. Hier wächst sie auf trockenen sandigen Böden in ungefähr 1300 Metern über dem Meer. Die Art ist ein irano-turanisches Florenelement.

## Systematik
Plantago orzuiensis wurde 2010 von den iranischen Botanikern Saeed Mohsenzadeh, Vahideh Nazeri und Mansour Mirtadzadini erstbeschrieben. Innerhalb der Gattung Plantago wird sie in die Untergattung Albicans gestellt.

## Gefährdung
Zum Zeitpunkt der Erstbeschreibung war die Datenlage für eine Beurteilung des Gefährdungsgrades unzureichend. Deshalb wurde als vorläufige Einstufung die Kategorie Keine ausreichende Daten („Data Deficient“) vorgeschlagen.

## Belege
- Saeed Mohsenzadeh, Vahideh Nazeri, Mansour Mirtadzadini: A New Species of Plantago (Plantaginaceae) from Iran. In: Novon: A Journal for Botanical Nomenclature. Band 20, Nr. 3, 2010, S. 307–310, DOI:10.3417/2008010, Digitalisat.